# Бійма Олег Іванович
Оле́г Іва́нович Бі́йма (нар. 19 квітня 1949, Київ) — український кінорежисер, сценарист. Лауреат Шевченківської премії (1996), Заслужений діяч мистецтв України (2001).

## Біографія
Народився 19 квітня 1949 року в місті Київ, у родині українського радянського військовика Героя Радянського Союзу Івана Бійми.
1972 року закінчив Київський театральний інститут (педагог Володимир Небера) й відтоді з 1972 почав працювати на кіностудії «Укртелефільм». З 2001 по 2007 рік був генеральним директором Укртелефільму. Опісля новим в.о.гендиректора Укртелефільму з 2009 по 2016 рік був Віктор Петренко, з 2010 по 2013 генеральним директором ДП студія «Укртелефільм» був Юрій Сторожук, згодом з 2016 року новим гендиректором став Сергій Омельчук, призначений наказом голови Держкомтелерадіо з 2016 по 2017, згодом з 2017 по 2018 року Держкомтелерадіо призначений новий гендиректор Віктор Підлісний, У 2018 році на виконання Постанови КМУ про перетворення ДП УСТФ «Укртелефільм» в Акціонерне підприємство, Держкомтелерадіо призначено голову комісії з перетворення ДП у ПАТ «Укртелефільм» Тараса Аврахова; першим заступником гендиректора та художнім керівником студії увесь цей час був Бійма й Бійма обіймав цю посаду художнього керівника студії Укртелефільм аж до 2018 року коли його змінив Олександр Денисенко.

## Фільмографія
Художні телефільми
- 1974 — «Ти плюс я — весна» (муз. телефільм)
- 1978 — «Казка як казка…»
- 1978 — «Образи»
- 1980 — «Лючія ді Ламмермур»
- 1981 — «Нехай він виступить…»
- 1982 — «Усмішки Нечипорівки»
- 1984 — «За ніччю день іде»
- 1986 — «Співають гори»
- 1987 — «Випробувачі»
- 1990 — «Чорна пантера та Білий ведмідь»

Художні телесеріали
- 1988 — «Блакитна троянда» (2 с.)
- 1989 — «Хочу зробити зізнання» (рос. Хочу сделать признание; 2 с.)
- 1991 — «Гріх» (рос. Грех; 2 с.) — Золота медаль на 13-ому Всесоюзному фестивалю телефільмів у місті Саратов, Росія
- 1993 — «Пастка» (5 серій)
- 1993 — «Злочин з багатьма невідомими» (7 серій)
- 1995–1996 — «Острів любові» (10 серій)
- 1998 — «Пристрасть» (3 серії)
- 2002 — «Прощання з Каїром» (2 серії)

та інші.
Здійснив авторський цикл документальних фільмів про українських митців (від 1997 року — під назвою «Немеркнучі зірки»).

## Премії
- 1996 — Державна премія України імені Тараса Шевченка.